# Ленино (Карасуский район)
Ленино (каз. Ленин) — село в Карасуском районе Костанайской области Казахстана. Административный центр Черняевского сельского округа. Код КАТО — 395287100.

## Население
В 1999 году население села составляло 805 человек (390 мужчин и 415 женщин). По данным переписи 2009 года, в селе проживали 563 человека (260 мужчин и 303 женщины).